# Odile van Aanholt
Odile van Aanholt (Willemstad, 14 de janeiro de 1998) é uma velejadora neerlandesa, campeã olímpica.

## Biografia
Van Aanholt nasceu em Curaçao e cresceu com quatro irmãos que velejavam.
Em 2013, aos 14 anos, Van Aanholt foi campeã sul-americana de Optimist, e ficou em segundo lugar nos Jogos Olímpicos da Juventude de 2014. A Sailing World detalhou seu treinamento no Persico 69F em preparação para a Copa América da Juventude de 2021 em Auckland. Van Aanholt também navega no 49erFX, começando primeiro com Marieke Jongens. Ela é, com Elise de Ruijter, a campeã mundial de 49erFX de 2021 e campeã europeia de 49erFX.
Nos Jogos Olímpicos de Verão de 2024, conseguiu a medalha de ouro na classe 49erFX ao lado de Annette Duetz.